# Gehaubte Kapuziner
Die Gehaubten Kapuziner (Sapajus) sind eine Primatengattung aus der Gruppe der Neuweltaffen. Es sind waldbewohnende, allesfressende Tiere, die in Gruppen leben. Gehaubte Kapuziner kommen bis auf den äußersten Süden in ganz Brasilien vor, in den drei Guayanas, in Venezuela südlich des Orinoco, in Kolumbien, Ecuador, Peru und Bolivien jeweils östlich der Anden und in Paraguay östlich des Río Paraguay.

## Merkmale
Gehaubte Kapuziner sind mittelgroße Primaten mit einem Gewicht von etwa 2 bis 3 kg bei den Weibchen und 3 bis 4 kg bei den Männchen. Der Rumpf ist schlank, die Vorder- und Hintergliedmaßen sind annähernd gleich lang. Die Finger sind kurz und der Daumen ist opponierbar, wodurch diese Primaten manuell sehr geschickt sind. Der Schwanz ist greiffähig, aber kein voll ausgebildeter Greifschwanz mit unbehaartem Hautfeld, wie er bei den Klammerschwanzaffen vorkommt. Die Färbung des Fells ist variabel, meist ist der Rumpf in Braun- oder Schwarztönen gehalten.
| Schädel von Sapajus robustus mit dem für die Gattung Sapajus typischen Scheitelkamm | im Vergleich dazu der Schädel eines Braunen Kapuziners (Cebus olivaceus) ohne Scheitelkamm |

Von Cebus (Ungehaubte Kapuziner), der zweiten Kapuzineraffengattung, können die Gehaubten Kapuziner vor allem durch den je nach Art mehr oder weniger stark ausgeprägten auffälligen Schopf auf der Oberseite des Kopfes, ihre Bärte und die im Vergleich zu den Ungehaubten Kapuzinern kürzeren Arme und Beine unterschieden werden. Letzteres verleiht den Gehaubten Kapuzinern ein insgesamt kompakteres Aussehen. Weitere Unterschiede betreffen die Schädelmorphologie. So besitzen die Gehaubten Kapuziner einen je nach Art unterschiedlich großen Scheitelkamm, der allen Vertretern der Gattung Cebus fehlt. Ihre Augenhöhlen sind kleiner und schmaler, ihre Apertura piriformis (die Öffnung des Gesichtsschädels zur Nasenhöhle) ist höher als breit (bei Cebus genau so hoch wie breit). Der Jochbogen ist bei den Gehaubten Kapuzinern kräftig, bei den Ungehaubten Kapuzinern grazil ausgebildet. Die Eckzähne der Gehaubten Kapuziner sind kurz und robust, die der Ungehaubten Kapuziner länger und dünner.
Wo Gehaubte und Ungehaubte Kapuziner zusammen leben, das ist vor allem im Amazonasbecken der Fall, bilden ersterer kleinere Gruppen und leben höher in den Bäumen. Werkzeuggebrauch ist bei in trockeneren Habitaten vorkommenden Gehaubten Kapuzinern allgegenwärtig, bei ihren Gattungsgenossen in Regenwäldern aber noch nie beobachtet worden. Dies könnte jedoch auch am Mangel an Steinen im tropischen Regenwald liegen. Bei Ungehaubten Kapuzinern ist Werkzeuggebrauch bisher nicht beobachtet worden.

## Arten
Die Gattung der Gehaubten Kapuziner wird gegenwärtig (Dezember 2022) in sieben Arten unterteilt.
- Der Haubenkapuzineraffe (Sapajus apella) ist der Namensgeber und Typusart dieser Gattung und lebt im nördlichen Südamerika.
- Der Azara-Kapuzineraffe (Sapajus cay) kommt im zentralen Südamerika vor.
- Der Goldkapuziner (Sapajus flavius) wurde nach über 200 Jahren 2006 wiederentdeckt. Er bewohnt ein kleines Gebiet in Nordostbrasilien.
- Der Rückenstreifen-Kapuziner (Sapajus libidinosus) aus dem mittleren Südamerika ist an eher trockene Lebensräume angepasst.
- Der Schwarze Kapuziner (Sapajus nigritus) hat ein dunkles Fell und lebt im südöstlichen Südamerika.
- Der Schopfkapuzineraffe (Sapajus robustus) hat nur ein kleines Verbreitungsgebiet im brasilianischen Bundesstaat Espírito Santo und den angrenzenden Gebieten von Bahia und Minas Gerais.
- Der Gelbbrust-Kapuziner (Sapajus xanthosternos) aus dem östlichen Brasilien ist gefährdet.

Von diesen sieben Arten lassen sich allerdings nur drei molekulargenetisch eindeutig voneinander und von den anderen Gehaubten Kapuziner unterscheiden, die im Südosten Brasiliens vorkommenden Arten Schwarzer Kapuziner (S. nigritus), Schopfkapuziner (S. robustus) und Gelbbrust-Kapuziner (S. xanthosternos). Die übrigen bilden zusammen eine einzige, weitverzweigte Klade, die in den brasilianischen Waldsavannen und im Amazonasgebiet vorkommt. Innerhalb dieser Klade gibt es eine östliche Klade bestehend aus Populationen des Rückenstreifen-Kapuziners (S. libidinosus) und des Haubenkapuzineraffen (S. apella), eine südliche Klade, die sich aus Populationen des Haubenkapuzineraffen und des Azara-Kapuziners (S. cay) zusammensetzt und eine nördliche Klade, die nur aus Populationen des Haubenkapuzineraffen besteht.

## Systematik und Evolution
Der Name Sapajus wurde zuerst 1792 durch den schottischer Arzt und Zoologen Robert Kerr benutzt um den Gehaubten Kapuziner (Sapajus apella) als Untergattung der Gattung Simia zuzuordnen (Simia Sapajus capucinus albulus). Simia war eine der vier Gattungen in die Carl von Linné, der Begründer des Klassifizierungssystems, in seinem Werk Systema Naturae die Primaten unterteilt hat.
Der letzte gemeinsame Vorfahre aller Kapuzineraffen lebte wahrscheinlich im späten Miozän vor etwa 6,2 Millionen Jahren. Die Gehaubten Kapuziner entwickelten sich wahrscheinlich in den atlantischen Regenwäldern an der Ostküste Brasiliens und breiteten sich von dort in Richtung Caatinga und Cerrado und des Amazonasbeckens aus.

## Belege
1. ↑  Marcela G.M. Lima, José de Sousa e Silva-Júnior, David Černý, Janet C. Buckner, Alexandre Aleixo, Jonathan Chang, Jimmy Zheng, Michael E. Alfaro, Amely Martins, Anthony Di Fiore: A phylogenomic perspective on the robust capuchin monkey (Sapajus) radiation: first evidence for extensive population admixture across South America. Molecular Phylogenetics and Evolution, März 2018, doi:10.1016/j.ympev.2018.02.023, Link
2. ↑  Antonio Marcio Gomes Martins-Junior, Jeferson Carneiro, Iracilda Sampaio, Stephen F. Ferrari u. Horacio Schneider: Phylogenetic relationships among Capuchin (Cebidae, Platyrrhini) lineages: An old event of sympatry explains the current distribution of Cebus and Sapajus. Genet. Mol. Biol. vol.41 no.3 Ribeirão Preto Juli/Sept. 2018, doi: 10.1590/1678-4685-gmb-2017-0012
3. ↑  Kerr R. 1792. The animal kingdom, a zoological system of the celebrated Sir Charles Linnaeus, Edinburgh. Xii+644pp.